# Limonium doerfleri
Limonium doerfleri ist eine Pflanzenart aus der Gattung Strandflieder (Limonium).

## Merkmale
Limonium doerfleri ist ein ausdauernder Halbstrauch, der Wuchshöhen von 20 bis 50 Zentimeter erreicht. Die Blätter messen 30 bis 50 × 9 bis 15 Millimeter, sind zugespitzt bis spitzlich, verkehrteiförmig-spatelig und verschmälern sich am Grund plötzlich in den Stiel. 
Die Rispe ist 20 bis 40 Zentimeter groß. Die Ähren sind bis 15 Millimeter lang. Sie weist je Zentimeter 5 bis 6 einwärtsgebogene, zwei- bis dreiblütige Ährchen auf. Das innere Tragblatt ist 4 bis 4,5 Millimeter groß. Der Kelch ist (4,5 bis) 5 Millimeter groß. Die Kelchröhre ist lang abstehend behaart.

## Vorkommen
Limonium doerfleri kommt auf den Kykladen vor. Die Art wächst auf Felsküsten am Meer.